# 서울 봉국사 목조석가여래좌상
서울 봉국사 목조석가여래좌상(서울 奉國寺 木造釋迦如來坐像)은 대한민국 서울특별시 성북구 정릉동 봉국사 만월보전에 봉안되어 있는 목조석가여래좌상으로 무릎부분과 얼굴부분을 접합한 흔적이 역력한 접목식 조성의 불상이다. 2013년 12월 26일 서울특별시의 유형문화재 제354호로 지정되었다.

## 개요
봉국사 만월보전에 봉안되어 있는 목조석가여래좌상으로 무릎부분과 얼굴부분을 접합한 흔적이 역력한 접목식 조성의 불상으로, 전반적인 보존상태는 비교적 양호한 편이나 등과 머리의 나발부분이 훼손된 것을 수리했던 흔적이 보인다.
항마촉지인을 짓고 있는 불좌상으로 머리는 봉긋 솟은 육계에 頂上髻珠가 마련되어 있으며, 머리칼은 나발이 선명하다. 턱이 각지지 않고 둥글어진 얼굴은 단정한 이목구비를 갖춘 원만상으로, 눈꼬리가 위로 약간 치켜 올라간 눈에 오뚝한 코와 끝이 살짝 올라가 미소가 번져나는 입을 하여 표정이 밝고 명랑한 느낌이다.
法衣는 팔이 드러난 오른 어깨 위를 법의 자락으로 살짝 덮어 내린 변형 우견편단으로, 대의자락은 왼쪽 팔 위에서 Ω를 이루며 좌우로 흘러 무릎을 덮고 발목부분에서 뒤집힌 뒤 부채꼴로 펼쳐지고 있다. 대의 깃 사이로 드러난 가슴에는 상단부가 수평을 이루는 裙衣가 단정하며, 약간 굴곡진 가슴과 볼록한 복부 표현으로 신체의 부피감이 있어 보인다.
두 손 가운데 별도로 만들어 끼운 왼손은 손바닥을 위로 하여 엄지와 중지를 맞대고 있으며, 오른손은 무릎 아래로 길게 내리고 있는데 비교적 사실적으로 표현하였음을 볼 수 있다.
이 불상에서 다라니 및 시주목록 등 복장품이 발견되었으나 조성기가 보이지 않아 조성시기에 대해서는 명확하지는 않지만, 넓게 벌어진 둥근 어깨에 머리를 앞으로 살짝 수그려 굽어보는 듯한 자세를 하여 원만하면서도 당당함이 엿보이는 점, 간략해진 옷 주름으로 신체의 윤곽이 뚜렷하고 부피감이 있어 보이는 점, 그리고 단정한 이목구비의 표현으로 인한 활달한 표정 등으로 미루어 보아 적어도 18세기 중후반 조성의 불상조각으로 비정해 볼 수 있다.

## 참고 문헌
- 서울 봉국사 목조석가여래좌상 - 국가유산청 국가유산포털